# Orkanen Earl (2010)
Earl var navnet på en orkan, der dannedes d. 25. august 2010 og forsvandt igen d. 5. september samme år.
| Artikelstump | Spire Denne meteorologi eller vejr-relaterede artikel er en spire som bør udbygges. Du er velkommen til at hjælpe Wikipedia ved at udvide den. |